# Gračanica (Bugojno)
Pour les articles homonymes, voir Gračanica.
Gračanica (en cyrillique : Грачаница) est un village de Bosnie-Herzégovine. Il est situé dans la municipalité de Bugojno, dans le canton de Bosnie centrale et dans la fédération de Bosnie-et-Herzégovine. Selon les premiers résultats du recensement bosnien de 2013, il compte 961 habitants.

## Démographie

### Évolution historique de la population
| 1948 | 1953 | 1961 | 1971 | 1981  | 1991  | 2013 |
| ---- | ---- | ---- | ---- | ----- | ----- | ---- |
| -    | -    | 697  | 887  | 1 012 | 1 169 | 961  |

|  |

### Communauté locale
En 1991, la communauté locale de Gračanica comptait 2 065 habitants, répartis de la manière suivante :